# Перпетуум мобиле
Перпетуум мобиле (лат. Perpetuum mobile) је термин који описује бесконачно кретање. Такво кретање не противречи Првом Њутновом закону, али је у супротности са Првим и/или Другим законом термодинамике. Овај концепт се најчешће односи на имагинарни физички механизам или систем који би производио више (или једнако) енергије него што се у њега улаже, а да систем остаје непромењен. У случају механичке машине, ова машина би радила без топлотних губитака узрокованих трењем и отпором ваздуха.
Ови закони термодинамике важе без обзира на величину система. На пример, кретања и ротације небеских тела као што су планете могу изгледати вечно, али су заправо подложни многим процесима који полако расипају њихову кинетичку енергију, као што су соларни ветар, отпор међузвезданог медија, гравитационо зрачење и топлотно зрачење, тако да неће наставити да се креће довека.
Стога, машине које екстрахују енергију из коначних извора не раде бесконачно, јер их покреће енергија ускладиштена у извору, која на крају бива исцрпљена. Уобичајени пример су уређаји који се напајају океанским струјама, чија енергија ултиматно потиче од Сунца, које ће и само на крају пресахнути. Предложене су машине које напајају мање јасни извори, али подлежу истим неизбежним законима и на крају ће се угасити.
Године 2016, откривена су нова стања материје, временски кристали, у којима су на микроскопској скали атоми компоненти у непрекидном понављајућем кретању, задовољавајући тако дословну дефиницију „вечног кретања“. Међутим, они не представљају машине за перпетуално кретање у традиционалном смислу, нити крше термодинамичке законе, јер су у свом квантном основном стању, тако да се из њих не може екстраховати енергија; они испољавају кретање без енергије.

## Основни принципи
О, ви трагачи за вечним кретањем, колико сујетних химера сте гонили? Идите и заузмите своје место са алхемичарима.—  Леонардо да Винчи, 1494
Постоји научни консензус да вечито кретање у изолованом систему крши или први закон термодинамике, други закон термодинамике, или оба. Први закон термодинамике је верзија закона одржања енергије. Други закон се може изразити на неколико различитих начина, од којих је најинтуитивнији да топлота спонтано тече од топлијих ка хладнијим местима; релевантно је да закон примећује да у сваком макроскопском процесу постоји трење или нешто слично томе; друга изјава је да ниједан топлотни мотор (мотор који производи рад док преноси топлоту са високе на ниску температуру) не може бити ефикаснији од Карноовог топлотног мотора који ради између исте две температуре.
Другим речима:
1. У било ком изолованом систему не може се створити нова енергија (закон одржања енергије). Као резултат, топлотна ефикасност — произведена радна снага подељена са улазном снагом грејања — не може бити већа од један.
2. Излазна радна снага топлотних мотора је увек мања од улазне снаге грејања. Остатак доведене топлотне енергије се расипа као топлота у околину. Топлотна ефикасност стога има максимум, дат Карнотовом ефикасношћу, која је увек мања од један.
3. Ефикасност правих топлотних мотора је чак нижа од Карноове ефикасности због неповратности која произилази из брзине процеса, укључујући трење.

Изјаве 2 и 3 се односе на топлотне моторе. Друге врсте мотора који претварају нпр. механичку у електромагнетну енергију, не моgu да радe са 100% ефикасности, јер је немогуће дизајнирати било који систем без дисипације енергије.
Машине које су у складу са оба закона термодинамике тако што приступају енергији из неконвенционалних извора понекад се називају машинама за вечно кретање, иако не испуњавају стандардне критеријуме за taj назив. На пример, сатови и друге машине мале снаге, као што је Коксов хронометар, дизајнирани су да раде на разликама у барометарском притиску или температури између ноћи и дана. Ове машине имају извор енергије, иако он није одмах непосредно очигледан, тако да само изгледа да крше законе термодинамике.
Чак и машине које екстрахују енергију из дуговечних извора - као што су океанске струје - ће се истрошити када њихови извори енергије неизбежно пресахну. То нису машине са вечним кретањем, јер троше енергију из спољашњег извора и нису изоловани системи.

### Класификација
Једна класификација машина за вечно кретање односи се на дати закон термодинамике који машине наводно крше:
- Перпетуум мобиле прве врсте би производио више енергије него што добија од околине. Ова машина би била неограничени извор енергије у колизији са Законом о одржању енергије (или, еквивалентно, са Првим законом термодинамике).
- Перпетуум мобиле друге врсте би била машина која би спонтано преводила термичку енергију у механички рад. Овај принцип није у супротности са Законом о одржању енергије, али није у складу са Другим законом термодинамике. Перпетуум мобиле друге врсте би црпео топлотну енергију из извора топлоте, а не би имао хладњак на који би се та топлота преносила.
- Перпетуални мотор треће врсте је обично (али не увек)[16] дефинисан као онај који потпуно елиминише трење и друге дисипативне силе, да би заувек одржавао кретање због своје инерције масе (трећи у овом случају се односи искључиво на позицију у горњој класификационој шеми, а не на трећи закон термодинамике). Немогуће је направити такву машину,[17][18] пошто дисипација никада не може бити потпуно елиминисана у механичком систему, без обзира колико се систем приближи овом идеалу (погледајте примере у одељку о ниском трењу).